# 爽樂團
爽樂團（英語：ShuangBand），是一個臺灣樂團，成立於2011年底。該樂團前身為「台灣爽樂團」，於2018年2月28日改為現名， 成員為主唱紅中、團長/鍵盤手小樂、貝斯手禮義、吉他手維軒。該樂團三人都是中壢人，另外一人也在當地生活多年，曾參加多場比賽，亦曾獲得一些獎項。

## 成员
| 主唱       | 紅中 （陳進中） | - 主要搞笑、詞曲創作人。       |
| 貝斯       | 禮義 （呂理詣） | - 主要Programer、製作人。      |
| 鍵盤、團長 | 小樂 （劉峪誌） | - 主要駕駛、製作人。           |
| 吉他       | 維軒 （謝維軒） | - 主要經濟策略顧問，吉他編曲。 |